# Hoffmannia sessilis
Hoffmannia sessilis är en måreväxtart som beskrevs av Paul Carpenter Standley och Julian Alfred Steyermark. Hoffmannia sessilis ingår i släktet Hoffmannia och familjen måreväxter.
Artens utbredningsområde är Colombia. Inga underarter finns listade i Catalogue of Life.